# آنجل کرزوف
آنجل کرزوف (بلغاری: Ангел Стоянов Керезов؛ زادهٔ ۲۴ ژوئیه ۱۹۳۹) کشتی‌گیر کشتی فرنگی اهل بلغارستان بود.
وی در مسابقات کشوری و بین‌المللی در مجموع برندهٔ ۱ مدال طلا، ۱ مدال نقره، ۱ مدال برنز شده‌است.